# Chris Carr
Pour les articles homonymes, voir Carr.
Chris Dean Carr (né le 12 mars 1974 à Ironton, Missouri) est un joueur américain de basket-ball.

## Biographie
Carr joua à l'université de l'Illinois du Sud. Il fut sélectionné par les Suns de Phoenix au 2e tour (56e choix) de la draft 1995. Carr disputa six saisons en NBA pour les Suns, les Timberwolves du Minnesota, les Nets du New Jersey, les Warriors de Golden State, les Bulls de Chicago et les Celtics de Boston. Sa meilleure saison eut lieu en 1997-1998 avec les Timberwolves, disputant 51 matchs pour 9,9 points par match. Il participa au Slam Dunk Contest 1997. Il joua également en Ligue grecque de basket-ball avec l'AEK Athènes et en Serbie avec le KK Lavovi 063. Chris Carr dirige "43 Hoops Basketball Academy". 43 Hoops basketball Academy aide les collégiens et lycéens à s'épanouir par le sport. "43 Hoops" s'occupe de basket-ball, de volley-ball, de football. Carr a créé la "43 Hoops Foundation" pour aider financièrement les familles à pouvoir participer à l'académie.